# Androlymnia malgassica
Androlymnia malgassica är en fjärilsart som beskrevs av Pierre E.L. Viette 1965. Androlymnia malgassica ingår i släktet Androlymnia och familjen nattflyn. Inga underarter finns listade i Catalogue of Life.